# Orthotrichum taiwanense
Orthotrichum taiwanense är en bladmossart som beskrevs av Jette Lewinsky 1992. Orthotrichum taiwanense ingår i släktet hättemossor, och familjen Orthotrichaceae. Inga underarter finns listade i Catalogue of Life.